# Austrorossia mastigophora
Austrorossia mastigophora (лат.) — вид головоногих моллюсков из семейства Sepiolidae отряда сепиолиды (Sepiolida). Обитает вдоль западной, южной и восточной Африки, от Гвинеи и Сомали до мыса Доброй Надежды. Есть сомнительное сообщение о находке представителя этого вида у берегов Чили. Austrorossia mastigophora обитает на глубинах приблизительно 640 м.
В среднем, самки крупнее самцов; они вырастают до 46 мм и 31 мм в мантийной длине, соответственно.
Типовой образец был собран вблизи восточного побережья Африки. Он хранится в зоологическом музее в Берлине.